# 1571

## Esdeveniments
Països Catalans
- 25 de novembre: l'almirall català Lluís de Requesens és nomenat lloctinent general de la mar per Felip II.[1]

Resta del món
- A la batalla de Lepant, una associació de tropes espanyoles, venecianes i papals derrota l'exèrcit otomà.
- Començament del regnat de Tupac Amaru, el darrer sapa inca.
- Fundació de la borsa de Londres.
- Melchior Lorck dibuixa Deu dones de Stralsund.

## Naixements
Països Catalans
- Barcelona: Pere de Magarola i Fontanet, 88è president de la Generalitat de Catalunya.

Resta del món
- 24 de març - Madrid: Tirso de Molina, escriptor espanyol (m. 1648).
- 29 de setembre, Milà: Caravaggio, pintor llombard, el més important de l'escola naturalista de finals del segle xvi (m. 1610).[2]
- 27 de desembre - Weil der Stadt (Alemanya): Johannes Kepler, astrònom i matemàtic alemany (m. 1630).
- abril - Valdemoro (Madrid): Diego de Pantoja, jesuïta espanyol missioner a la Xina (m. 1618).
- Venècia: Lucrezia Marinelli, humanista i defensora dels drets de les dones a l'edat mitjana (m. 1653).
- Hasekura Tsunenaga, samurai japonès que va liderar una missió diplomàtica a Mèxic i Europa.

## Necrològiques
Països Catalans
Resta del món
- 3 de novembre - Florència (Itàlia): Benvenuto Cellini, pintor, escultor i músic del Renaixement.